# ماریون لابرد
ماریون لابرد (فرانسوی: Marion Laborde‎؛ زادهٔ ۹ دسامبر ۱۹۸۶) بازیکن بسکتبال اهل فرانسه است.